# U-91号潜艇 (1941年)
U-91号（德語：U 91）是纳粹德国战争海军建造的568艘VII-C型潜艇（或称U艇）之一。它由吕贝克的弗伦德尔船厂承建，于1941年11月30日下水，至1942年1月28日交付使用。第二次世界大战期间，该艇曾执行过六次巡逻作战，共击沉5艘同盟国或中立国舰船，累积总吨位为27,569吨。1944年2月26日，U-91号在爱尔兰以西的北大西洋遭英国巡防艦阿弗莱克号、戈尔号和古尔德号合力投掷深水炸弹击沉，造成艇内36名官兵阵亡、仅16人幸存。

## 设计
VII-C型是VII级潜艇的第三次、也是最有价值的改进型。它搭载了被称为“S装置”的新式主动声呐系统，为了容纳这种新设备，VII-C型的艇体尺寸有所增加，并重新设计了鞍状水舱，在其两侧各增加了一个可提供储备浮力的小型浮舱，有利于潜艇完成快速下潜。U-91号的全长为67.10米，舷宽6.20米、并有4.74米的吃水深度，水上和水下排水量分别为769吨和871吨。该艇采用双轴设计，具有两副直径为1.23米的三叶螺旋桨。在机械系统方面，VII-C型艇也得到了升级：通过艇上配备的燃油过滤系统，柴油机润滑系统的使用受命得以延长，也为不同润滑剂在艇上机械设备上混合使用留足了余地。原先前型艇用于发射鱼雷和主压载舱吹除操作的电动空气压缩机则改为容克斯的柴动压缩机，从而减小了对艇上电气系统的依赖；此外，该型艇还装配了更为现代化的电力转换系统。动力由两台日耳曼尼亚生产的F46型六缸四冲程1,400匹公制馬力（1,000千瓦特）涡轮增压柴油机用于水面运行，以及两台布朗-博韦里提供的GG UB 720/8型375匹公制馬力（280千瓦特）双作用电动发电机用于水下航行；水面最高航速17.7節（32.8每小時），水下7.6節（14.1每小時）；能够在水面以10節（19每小時）航速续航8,500海里（15,700），或以4節（7.4每小時）连续在水下航行80海里（150）而无需充电。
武器装备方面，U-91号装备有五具内置式鱼雷发射管——艇艏四具、艇艉一具。其艇艉的鱼雷发射管设计在耐压壳体内部、两片舵之间，鱼雷可以由此向外发射。在轮机舱甲板下方还配备了用于艇艉的鱼雷装填系统，耐压壳体与甲板室之间一前一后还设计有外置鱼雷贮存装置，因此U-91号可携带14枚G7型鱼雷。但不同于其它批次的C型艇，该艇不设水雷贮存及布设装置。此外，它还搭载有一门配备220发弹药的88毫米35式速射炮以及一门配备1,195发弹药20毫米30式高射炮作为甲板炮。其标准船员编制为4名军官及40－56名水兵。

## 历史
1939年1月25日，海军造舰局将第二批次的五艘VII-C型潜艇（U-88至U-92号）建造合同发包予吕贝克的弗伦德尔船厂。其中U-91号于1940年11月12日开始铺设龙骨，建造序列为295。经过逾十二个月的建造，它于1941年11月30日下水，至1942年1月28日在首度担任艇长的海军中尉海因茨·瓦尔克林的指挥下交付使用。完成海试后，该艇加入驻基尔的第5潜艇区舰队，先是在波罗的海进行战备训练，进而于1942年9月作为前线艇换编至驻布雷斯特的第9潜艇区舰队服役，直到1944年2月26日遭击沉。
第二次世界大战期间，U-91号曾执行过六次巡逻和十五次狼群作战，共击沉5艘同盟国或中立国舰船，累积总吨位为27,569吨。

### 作战巡逻
完成战备训练后，瓦尔克林率领U-91号于1942年8月15日07:00从基尔启程执行首次巡逻。他先是横渡波罗的海，于17日抵达挪威的克里斯蒂安桑补充燃料，继而前往纽芬兰以东的北大西洋游弋。从8月25日至9月26日，该艇曾加入“前锋狼群”，意图以集群方式袭击盟军的护航船队。9月1日，一架隶属美国空军VP-73中队的卡特琳娜水上飞机在58°08′N 27°33′W / 58.133°N 27.550°W处袭击了一个目标，当时误以为击沉了U-756号潜艇，但实际上遇袭的是U-91号，但仅受到轻微损坏。两周后，该艇于9月14日02:05向一艘驱逐舰发射了两枚鱼雷，并观察到命中。然后他们发现另一艘驱逐舰，绕了一圈后于02:15再发射一枚鱼雷，击中了舰舯部，导致对方爆炸并立即沉没。瓦尔克林宣称击沉了两艘驱逐舰，但事实上是正护送ON-127号船队的加拿大驱逐舰渥太华号被击中两次。9月19日，U-461号潜艇在海上为U-91号提供了0.5吨饮用水、容克斯压缩机部件和14天的补给品。9月26日凌晨，瓦尔克林在阿基尔角以西约670海里（1,240）处发现了早前由U-96号击中的英国客船纽约号（New York），但并未意识到它已被遗弃，因此于01:22发射了三枚鱼雷却没有命中。然而，当U-91号于01:35射出“致命一击”后，该船最终沉没。经过为期五十三天、水面7,500海里（13,900）、水下211海里（391）的航行，U-91号于10月6日17:00抵达德占法国的布雷斯特。
1942年11月1日17:10，U-91号在瓦尔克林的指挥下离开布雷斯特执行第二次巡逻，前往直布罗陀西部的大西洋中部游弋。从11月6日至8日和11月8日至12月12日，该艇曾分别加入“纳塔尔”和“西墙”狼群，但一无所获。12月18日，U-155号为它补充了燃料；两天后，U-91号则再从U-463号接收了一台无线电侦察探测仪和饮用水。经过为期五十六天、共计7,585海里（14,047）的航行后，瓦尔克林于12月26日14:00回到布雷斯特。
U-91号的第三次巡逻于1943年2月11日16:00从布雷斯特出发，前往纽芬兰东北部和格陵兰岛附近的北大西洋游弋，至3月29日09:40回到洛里昂。在这次为期四十七天、航程约7,000海里（13,000）行动中，该艇曾相继加入“克纳彭”（2月19—25日）、“城堡伯爵”（3月4—5日）和“强盗伯爵”（3月7—17日）狼群，惟2月21日在攻击一支护航队时，它遭到“水面舰艇的航空炸弹和深水炸弹的猛烈反击”，被迫放弃攻击以修复损坏。3月1日，U-463号为U-91号提供了35立方米燃料、梅托克斯装置和10天的补给品。直到3月17日，瓦尔克林才有所斩获：他于03:37至03:41之间在法韦尔角东南偏东约400海里（740）处向HX-229号船队发射了五枚鱼雷，并观察到有船被击中并沉没。当中的美国货轮哈里·卢肯巴赫号被分配到第111号阵位，使其暴露在外，船长紧张地在护航队前面以“之字形”航行，直到受命返回所在阵位。该船右舷舯部的轮机舱遭两枚鱼雷击中，导致它于3分钟内便沉没在波涛汹涌的海面上。上午08:39，U-91号在50°38′N 34°46′W / 50.633°N 34.767°W处向同一护航队后方的一些船只再发射三枚鱼雷，并留意到有两枚命中，其中一枚击中一艘移动的货轮，另一枚则击中了一艘正在燃烧的船只。遇袭的分别为此前已遭U-600号击伤的美国货轮伊雷内·杜邦号（Irénée Du Pont）和英国货轮纳里瓦号（Nariva），瓦尔克林于下午发现它们沉没，并于16:08通过无线电报告了这一情况。 3月20日，U-463号再次提供了10立方米的燃料和给养，使U-91号足以返航。但3月27日22:45，当它回到比斯开湾时，一架隶属英国皇家空军第172中队的威靈頓轟炸機用利式探照灯发动攻击。该艇毫发无损地逃脱，但在紧急下潜过程中，艇内仍有三名人员在舰桥上。它立即浮出水面，发现两人仍在原处，但直到最后一刻才发射防空炮的炮手则落海失踪。
海军中尉海因茨·洪格斯豪森于1943年4月20日接替瓦尔克林担任U-91号艇长，并指挥了该艇后续的三次巡逻，却未能再取得任何战功。在同年4月29日至6月7日的第四次巡逻期间，该艇于5月23日曾救起沉没中的U-752号的四名幸存者。10月26日，即第五次巡逻期间，隶属加拿大皇家空军第10中队的一架B-24轟炸機在大西洋的50°49′N 41°01′W / 50.817°N 41.017°W处发动深水炸弹袭击，一度认为击沉了U-420号，但实际目标是U-91号。后者当时正在寻找U-584号为其提供燃料，且毫发无损地逃脱了攻击。五天后，从美国护航航空母舰卡德号上起飞的一架TBF復仇者式轟炸機发现了正在为U-584号加油的U-91号，于是唤来其他飞机。洪格斯豪森最初用高射炮击退了它们，然后潜入水中，而U-584号则留在水面上。后者在试图下潜时遭Fido自导鱼雷击沉，艇内全体官兵阵亡；U-91号则毫发无损地逃脱，并躲过了随后的搜寻。
1944年1月25日15:25，洪格斯豪森率U-91号从布雷斯特启程执行第六次巡逻，前往爱尔兰以西的北大西洋游弋，从此再未归航。2月25日夜间，由6艘巡防艦组成的英国第1护航集群在北大西洋中部发现了U-91号。此时，洪格斯豪森也通过纳克索斯雷达探测器接收到了信号，但他误认为这是一架飞机，遂潜入60米深的水下。事实上，纳克索斯的信号来自其中一艘巡防艦戈尔号的雷达，后者正与友舰阿弗莱克号使用深水炸弹发动攻击。当毁灭性的炸弹如地毯般坠落时，洪格斯豪森进一步潜入200米深的海底，但为时已晚。无奈之下，他只得于26日04:10浮出水面，并希望依靠柴油发动机逃脱，尽管潜艇已受损严重。当U-91号出现时，戈尔号、阿弗莱克号和古尔德号火力全开，将该艇摧毁在49°45′N 26°20′W / 49.750°N 26.333°W处。U-91号共有36名官兵阵亡，而包括洪格斯豪森在内的另外16人则被英国巡防艦救起。

## 袭击历史摘要
| 日期          | 船名            | 船籍       | 吨位  | 结局 |
| ------------- | --------------- | ---------- | ----- | ---- |
| 1942年9月14日 | 渥太华号        | 加拿大海軍 | 1,375 | 击沉 |
| 1942年9月26日 | 纽约号          | 英国       | 4,989 | 击沉 |
| 1943年3月17日 | 哈里·卢肯巴赫号 | 美国       | 6,366 | 击沉 |
| 1943年3月17日 | 伊雷内·杜邦号   | 美国       | 6,125 | 击沉 |
| 1943年3月17日 | 纳里瓦号        | 英国       | 8,714 | 击沉 |

## 脚注
1. ↑  威廉生，第11頁.
2. ↑  加洛普，第74頁.
3. 1 2  Gröner 1991，第43–46頁.
4. ↑  加洛普，第72頁.
5. 1 2 3  . U-Boot-Archiv Wiki.   [2024-12-02]. （原始内容存档于2024-12-14）.
6. 1 2  Helgason, Guðmundur. . uboat.net.   [2024-12-02]. （原始内容存档于2020-10-20）.
7. 1 2  Helgason, Guðmundur. . German U-boats of WWII - uboat.net.   [2024-12-02]. （原始内容存档于2024-12-14）.
8. ↑  Helgason, Guðmundur. . German U-boats of WWII - uboat.net.   [2024-12-02]. （原始内容存档于2023-01-27）.
9. ↑  Helgason, Guðmundur. . German U-boats of WWII - uboat.net.   [2024-12-02]. （原始内容存档于2022-02-19）.
10. ↑  Helgason, Guðmundur. . German U-boats of WWII - uboat.net.   [2024-12-02].
11. ↑  Helgason, Guðmundur. . German U-boats of WWII - uboat.net.   [2024-12-03]. （原始内容存档于2024-12-14）.
12. ↑  Helgason, Guðmundur. . German U-boats of WWII - uboat.net.   [2024-12-03]. （原始内容存档于2020-09-19）.
13. ↑  Helgason, Guðmundur. . German U-boats of WWII - uboat.net.   [2024-12-03].
14. ↑  Helgason, Guðmundur. . German U-boats of WWII - uboat.net.   [2024-12-03]. （原始内容存档于2020-10-01）.
15. ↑  Helgason, Guðmundur. . German U-boats of WWII - uboat.net.   [2024-12-03].
16. ↑  Helgason, Guðmundur. . German U-boats of WWII - uboat.net.   [2024-12-03]. （原始内容存档于2023-01-27）.
17. ↑  Helgason, Guðmundur. . German U-boats of WWII - uboat.net.   [2024-12-03]. （原始内容存档于2024-12-14）.
18. ↑  Blair，第589頁.
19. ↑  Busch & Röll，第196頁.